# Hambleton (Lancashire)
Hambleton è un villaggio e parrocchia civile dell'Inghilterra, appartenente alla contea del Lancashire.